# Stijn Vandenbergh
Stijn Vandenbergh (født 25. april 1984) er en belgisk tidligere professionel cykelrytter.